# Santa Clarita
Santa Clarita é a quarta cidade mais populosa do condado de Los Angeles, localizada no estado norte-americano da Califórnia. Foi incorporada em 1987.
Em 30 de novembro de 2013, o ator Paul Walker (da saga Velozes e Furiosos), morreu com um amigo que pilotava uma Porsche vermelha após show beneficente na cidade.

## Geografia
De acordo com o Departamento do Censo dos Estados Unidos, a cidade tem uma área de 183,4 km², dos quais 183,2 km² estão cobertos por terra e 0,2 km² por água.

## Demografia
Segundo o censo nacional de 2010, a sua população é de 176 320 habitantes e sua densidade populacional é de 962,2 hab/km². Possui 62 055 residências que resulta em uma densidade de 454,5 residências/km².

## Marco histórico
Santa Clarita possui apenas uma entrada no Registro Nacional de Lugares Históricos, o Pioneer Oil Refinery, designado em 11 de dezembro de 2020.